# Port-Margot
Port-Margot (en criollo haitiano Pò Mago) es una comuna de Haití que está situada en el distrito de Borgne, del departamento de Norte.

## Secciones
Está formado por las secciones de:
- Grande Plaine
- Bas Petit Borgne (que abarca la villa de Port-Margot)
- Corail
- Haut Petit Borgne
- Bas Quartier (que abarca el barrio de Bayeux)
- Bras Gauche (que abarca el barrio de Petit Bourg de Port Margot)

## Demografía
| Gráfica de evolución demográfica de Port-Margot entre 2009 y 2015 |
|                                                                   |

Los datos demográficos contemplados en este gráfico de la comuna de Port-Margot son estimaciones que se han cogido de 2009 a 2015 de la página del Instituto Haitiano de Estadística e Informática (IHSI). 